# Verdienstorden Philipps des Großmütigen

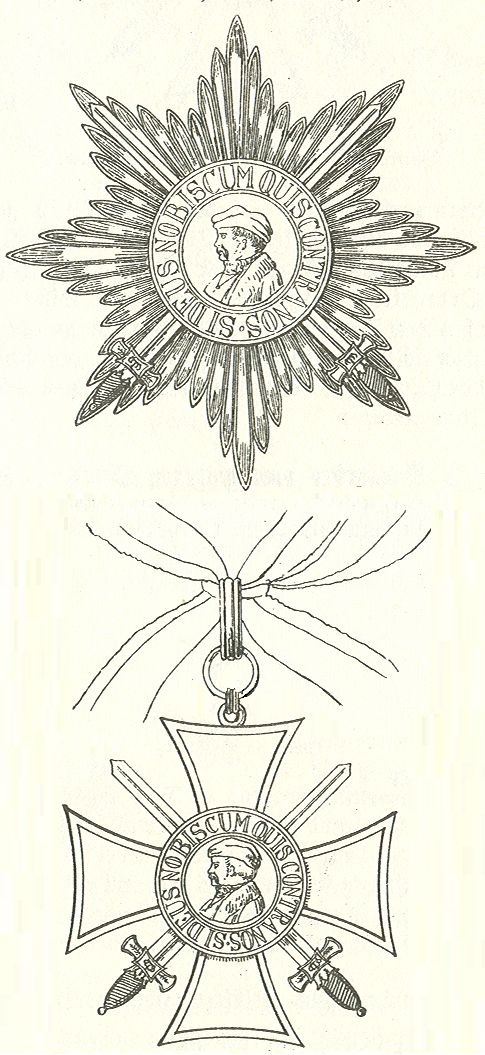
Großkreuz mit Schwertern (2. Modell): Bruststern und Ordenszeichen

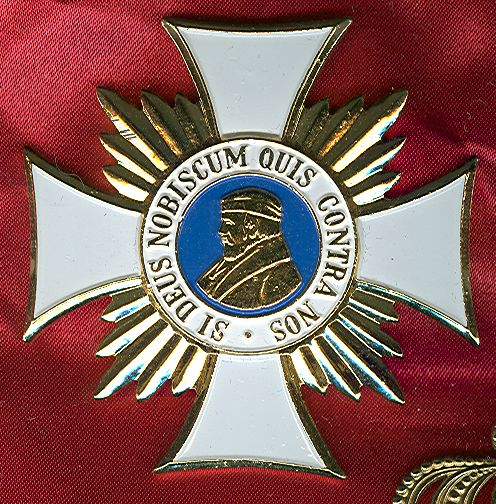
Bruststern der Komture I. Klasse (seit 1911)

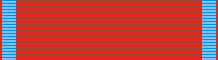
Ordensband

Der Verdienstorden Philipps des Großmütigen wurde am 1. Mai 1840 durch Großherzog Ludwig II. von Hessen zur Erinnerung an den Ahnherren des Hauses Philipp I. an dessen Namenstag als allgemeiner Verdienstorden gestiftet. Der regierende Monarch war Großmeister und der Orden rangierte direkt hinter dem Ludewigs-Orden.

## Ordensklassen
Der Orden wurde zunächst in vier Klassen gestiftet:
- Großkreuz
- Komtur I. Klasse
- Komtur II. Klasse
- Ritter

Im Laufe seines Bestehens erfolgten zahlreiche Statutenänderungen. Am 1. Mai 1849 erfolgte die Stiftung eines silbernen Kreuzes als V. Klasse und die Einführung gekreuzter Schwerter durch die Kreuzwinkel in Gold bzw. Silber für das silberne Kreuz. Das Ritterkreuz teilte sich ab dem 10. November 1859 in Ritter I. und II. Klasse. Am 14. März 1876 erfolgte eine Umbenennung des Ordens in Großherzoglich Hessischer Philipps-Orden, die jedoch durch Kabinettsorder vom 14. November 1877 wieder zurückgenommen wurde. Als besonderer Gunstbeweis konnte der Orden durch das Hinzufügen einer goldenen offenen Bügelkrone ab dem 1. Dezember 1881 zur Verleihung kommen. Im Jahre 1893 wurde die Verleihung des Ordens mit Schwertern eingeschränkt und ausschließlich für hervorragende Leistungen im Verlaufe eines Krieges vergeben. Eine Verleihung an Zivilpersonen war jedoch möglich und ausdrücklich vorgesehen. Am 11. Juli 1900 folgte die Stiftung des Ehrenkreuzes, das zwischen dem Komturkreuz II. Klasse und dem Ritterkreuz I. Klasse angesiedelt war.
Eine letzte Änderung erfolgte am 17. Juni 1911, wobei der Bruststern der Komture I. Klasse goldene Strahlen in den Winkeln der Kreuzarme erhielt.
Insgesamt bestand der Orden bis zum Ende der Monarchie im Jahre 1918 aus sieben Klassen.
- Großkreuz
- Komtur I. Klasse
- Komtur II. Klasse
- Ehrenkreuz
- Ritter I. Klasse
- Ritter II. Klasse
- Silbernes Kreuz

## Ordensdekoration
Das Ordenszeichen ist ein goldenes weiß emailliertes Templerkreuz mit einem aufliegenden hochovalen dunkelblau emaillierten Medaillon (1. Modell). Darin ist das farbige Bild des Landgrafen Philipps I. zu sehen. Er hält in der linken Hand einen vierfach verzierten Stock, mit der rechten umfasst er seinen Degen. Um das Medaillon verläuft ein weiß emaillierter Reif mit der Inschrift in goldenen Lettern SI DEUS NOBISCUM QUIS CONTRA NOS (Ist Gott mit uns, wer mag wider uns sein) (Römer 8,31 ). Im Revers ein mehrfach quergestreifter und gekrönter hessischer Löwe, der in der rechten Pranke ein aufwärts gerichtetes Schwert trägt. Im Reif LUDOVICUS II MAGN. DUX HASSIAE INSTIT. (Ludwig II. Großherzog von Hessen hat [den Orden] gestiftet).
Ab dem 1. Mai 1849 wurde statt des hochovalen Medaillons ein rundes verwendet und darin ist im Avers das nach links gewendete aufgelegte goldene Brustbild Philipps zu sehen. Gleiches galt ab diesem Zeitpunkt auch für den Bruststern der Großkreuze und der Komture I. Klasse.

## Trageweise
Das Großkreuz wurde an einer Schärpe von der linken Schulter zur rechten Hüfte sowie mit einem achtstrahligen, aus Silber gefertigten Bruststern getragen, der die Abbildung des Medaillons zeigt. Komture I. und II. Klasse trugen das Ordenszeichen um den Hals, wobei die I. Klasse zusätzlich einen Bruststern trug. Das Ehrenkreuz ist im Reif golden, ansonsten aus Silber und ohne Emaille gefertigt. Das Ritterkreuz unterscheidet sich lediglich durch die Größe 40 × 40 zu 37 × 36,5 mm und wurde, wie das Silberne Kreuz, das ganz ohne Emaille gefertigt war, am Band auf der linken Brustseite getragen.
Das Ordensband ist hochrot mit schmalen blauen Bordstreifen.

## Sonstiges
Bereits seit der Stiftung des Ordens war es den Ordensrittern nach § 5 der Statuten von 1840 erlaubt, ihrem Wappen das Ordenszeichen – je nach verliehener Stufe unterschiedlich – beizufügen. Inhaber des Großkreuzes durften den Ordensstern ihrem Wappenschilde unterlegen und zusätzlich das Band um den Wappenschild legen, wobei das Kreuz auf die übereinander geschlagenen Enden desselben zu liegen kommt. Die Komture hingegen führen um den Wappenschild herum das Band, an welchem das Ordenszeichen hängt. Die Komture I. Klasse unterlegten zusätzlich das Wappenschild mit ihrem Bruststern. Die Ritter durften das Ordenskreuz an einer Schleife unten am Schild führen.
Nach § 9 der Statuten von 1840 waren sämtliche Dekorationen aller Ordensklassen rückgabepflichtig. Insofern mussten die Insignien nach dem Tod des Beliehenen durch seine Erben an die Darmstädter Ordenskanzlei zurück geliefert werden. Hinzu kam jedoch auch eine Rückgabepflicht, wenn einem Träger eine höhere Ordensklasse oder die ab Ende 1881 mögliche Krone zu einer Dekoration verliehen wurde.